# Dae Jang-geum
Dae Jang-geum (대장금?, 大長今?, lett. La grande Jang-geum; conosciuto anche come Jewel in the Palace) è un drama coreano trasmesso su MBC dal 15 settembre 2003 al 23 marzo 2004. Si tratta di uno dei drama trasmessi sui canali gratuiti più visti di sempre in patria, con uno share medio del 46,3% e un picco del 57,8%. Prodotto con un budget di 15 milioni di dollari americani, è stato successivamente esportato in 91 Paesi, guadagnando 103,4 milioni di dollari americani, diventando uno dei principali propulsori della Korean Wave e aumentando la popolarità della cultura coreana all'estero. È basato sulla storia vera di Jang-geum, prima e unica donna ad ottenere il posto di medico di corte durante la dinastia Joseon.
Nel settembre 2012 MBC annunciò un sequel, mai realizzato. Nell'autunno 2018 andò in onda un drama con protagonisti tre discendenti di Jang-geum appassionati di cibo, Dae Jang-geum bogo-itda.

## Trama
Jang-geum è la figlia di Seo Cheon-soo, ex-funzionario giuridico diventato macellaio che vive nascosto dopo essere stato espulso da palazzo, e di madame Park, ex-dama di corte scampata alla congiura organizzata contro di lei dalla dama di corte Choi allo scopo di ucciderla. Da bambina, Jang-geum perde entrambi i genitori ed entra a palazzo reale nelle cucine, dove trascorre un'infanzia difficile in continua competizione con Choi Geum-young. Sotto la protezione e la tutela della dama di corte Han, Jang-geum si impegna nel suo compito fino a diventare la miglior cuoca del palazzo, ma lady Choi, gelosa del successo della ragazza e della dama Han, ordisce una congiura che scaturisce nella morte di lady Han e nell'espulsione da palazzo di Jang-geum, che viene relegata alla posizione di serva presso l'ufficio governativo a Jeju. Durante l'esilio, la giovane si dedica allo studio della medicina e, grazie a intelligenza e impegno, si guadagna un'ottima reputazione come guaritrice. Tornata a palazzo, il re la sceglie come medico di corte e si innamora di lei, ma Jang-geum non può ricambiare i suoi sentimenti perché è innamorata di Min Jeong-ho, un uomo che le è stato accanto durante i momenti più difficili della sua vita.

## Personaggi
- Seo Jang-geum, interpretata da Lee Young-ae e Jo Jung-eun (da giovane)
Una donna intelligente ed estroversa, dal carattere amichevole ed entusiasta. È dotata di una forte determinazione e di perseveranza, che la aiutano a superare gli ostacoli che le si presentano davanti.
- Min Jeong-ho, interpretato da Ji Jin-hee
Un uomo intelligente ed educato, è un eccellente studioso pratico anche di arti marziali. Lavora come giudice per il ministero della giustizia.
- Choi Geum-young, interpretata da Hong Ri-na e Lee Se-young (da bambina)
Ambiziosa e arrogante, è la nipote dell'influente lady Choi; nonostante questo, non sempre è d'accordo con i metodi adottati dalla sua famiglia, e tuttavia non riesce a trovare una propria identità distinta. L'amore non ricambiato per Jeong-ho la porterà a comportarsi in modo crudele con Jang-geum.
- Jungjong di Joseon, interpretato da Im Ho
Undicesimo re di Joseon, è molto gentile ma estremamente irrisoluto e indeciso. È conscio di essere solo uno strumento nelle mani dei suoi ministri, ma è incapace di opporsi, nonostante il fatto gli provochi molta rabbia.
- Han Baek-young/Lady Han, interpretata da Yang Mi-kyung
Dama di compagnia e funzionaria di quinto grado addetta alle cucine, possiede un talento che le permette di riconoscere l'origine degli ingredienti di un piatto. Migliore amica della madre di Jang-geum, è una donna rigorosa e tenace.
- Choi Seong-geum/Lady Choi, interpretata da Kyeon Mi-ri
Sorella minore di Choi Pan-sul e zia di Geum-young. Arrogante e orgogliosa, è disposta a fare di tutto pur di ottenere ciò che vuole.
- Seo Cheon-soo, interpretato da Park Chan-hwan
Padre di Jang-geum.
- Park Myeong-yi, interpretata da Kim Hye-sun
Madre di Jang-geum.
- Kang Duk-gu, interpretato da Im Hyun-sik
Padre adottivo di Jang-geum.
- Na Joo-daek, interpretata da Geum Bo-ra
Moglie di Duk-gu e madre adottiva di Jang-geum.
- Lee Yeon-saeng, interpretata da Park Eun-hye
- Yoon Young-roh, interpretata da Lee Ip-sae
- Min Mee-geum, interpretata da Kim So-yi
- Jung Mal-geum, interpretata da Yeo Woon-kay
- Park Yong-shin, interpretata da Park Jung-soo
- Chang-ee, interpretata da Choi Ja-hye e Joo Da-young (da giovane)
- Oh Gyeom-ho, interpretato da Jo Gyeong-hwan
- Choi Pan-sul, interpretat da Lee Hee-do
Fratello di lady Choi.
- Yoon Mak-gae, interpretato da Na Seong-gyun
Zio di Young-roh.
- Munjeong di Joseon, interpretata da Park Jeong-sook
- Jeonghyeon di Joseon, interpretata da Eom Yoo-shin
- Dottor Jeong Yoon-soo, interpretato da Jeon In-taek
- Dottor Jeong Woon-baek, interpretato da Maeng Sang-hun
- Jang-deok, interpretata da Kim Yeo-jin
- Shin-bi, interpretata da Han Ji-min
- Park Yeol-yi, interpretata da Lee Se-eun

## Colonna sonora
1. Highlands (고원/高原) – Craig Eastman
2. Gray Dragon (창룡/蒼龍) – Park Jae-chun, Son Bum-joo, Yoo Kyung-hwa
3. Hamangyeon (하망연/何茫然) – Alessandro Safina
4. Onara II (오나라 Ⅱ/呼唤 2) – Park Ae-ri
5. 0815 (空八一五) – Eric Rigler
6. Rice Balls (연밥/莲实) – Park Jae-chun, Shim Sang-won, Yoo Kyung-hwa
7. Deokgu (덕구/德九) – Park Jae-won
8. Hamangyeon (versione inglese) – Alessandro Safina
9. APNA – Im Se-hyun
10. Father and Daughter (다삼/父女情) – Im Se-hyun
11. Sorrowful (비/悲) – Lee Shi-woo, Craig Eastman
12. Danga (단가/短歌) – Lee Shi-woo
13. Litany (연도/烟濤) – Baek Bo-hyun
14. Onara I (오나라 Ⅰ/呼唤1) – Park Ae-ri
15. The Legend Becomes History – Kim So-hyun
16. Midnight Song (Techno Ver.) (자야오가/子夜吳歌) – Kim Seul-gi, Kim Ji-hyun, Baek Bo-hyun
17. Hamangyeon (Inst.) (하망연/何茫然) – Yoo Kyung-hwa

## Riconoscimenti
| Anno | Premio               | Categoria                               | Ricevente      | Risultato       |
| ---- | -------------------- | --------------------------------------- | -------------- | --------------- |
| 2003 | MBC Drama Awards     | Gran premio                             | Lee Young-ae   | Vincitore/trice |
| 2003 | MBC Drama Awards     | Premio speciale all'eccellenza, attrice | Lee Young-ae   | Vincitore/trice |
| 2003 | MBC Drama Awards     | Premio speciale                         | Yang Mi-kyung  | Vincitore/trice |
| 2003 | MBC Drama Awards     | Premio speciale                         | Im Hyun-sik    | Vincitore/trice |
| 2003 | MBC Drama Awards     | Miglior sceneggiatura                   | Kim Young-hyun | Vincitore/trice |
| 2004 | Baeksang Arts Awards | Miglior regista televisivo              | Lee Byung-hoon | Vincitore/trice |
| 2004 | Baeksang Arts Awards | Attrice televisiva più popolare         | Yang Mi-kyung  | Vincitore/trice |

## Distribuzioni internazionali
| Paese                     | Canale/i           | Prima TV       | Titolo adottato                                                  |
| ------------------------- | ------------------ | -------------- | ---------------------------------------------------------------- |
| Mongolia                  | UBS                | marzo 2004     | Dae Jang Geum                                                    |
| Australia                 | TVB Jade           | settembre 2005 | The Great Jang-Geum                                              |
| Bangladesh                | BTV                | 2012           | Jewel in the Palace                                              |
| Bosnia ed Erzegovina      | TVR1               | gennaio 2010   | Dragulj u Carskoj Palati (Il gioiello nel palazzo imperiale)     |
| Brunei                    | RTB2               | aprile 2007    | Jewel in the Palace                                              |
| Barbados                  | CBC TV 8           | gennaio 2012   | Jewel in the Palace                                              |
| Cambogia                  | TV5                | giugno 2005    | ជីវីតនាងចំាងគឹម (La vita della dama Jang-geum)                         |
| Canada                    | Fairchild TV       | luglio 2005    | The Great Jang-Geum                                              |
| Cina                      | Hunan TV           | settembre 2005 | 大長今 (La grande Jang-geum)                                     |
| Colombia                  | Canal Capital      | marzo 2010     | Una Joya en el Palacio (Il gioiello nel palazzo)                 |
| Costa Rica                | Canal 13           | ottobre 2009   | Una Joya en el Palacio (Il gioiello nel palazzo)                 |
| Ecuador                   | Ecuador TV         | giugno 2009    | Una Joya en el Palacio (Il gioiello nel palazzo)                 |
| Egitto                    | ERTU               | giugno 2006    | جوهرة القصر (Il gioiello nel palazzo)                            |
| Ghana                     | TV3                | febbraio 2006  | Jewel in the Palace                                              |
| Ghana                     | TV Africa          | ottobre 2009   | Jewel in the Palace                                              |
| Grecia                    | TV 100             | dicembre 2013  | Το Κόσμημα του Παλατιού                                          |
| Grenada                   | GNN                | gennaio 2012   | Jewel in the Palace                                              |
| Hong Kong                 | TVB                | settembre 2005 | 大長今 (La grande Jang-geum)                                     |
| Ungheria                  | m1                 | ottobre 2008   | A palota ékköve (Il gioiello nel palazzo)                        |
| India                     | DD National        | settembre 2007 | Ghar ka Chirag (La luce della casa)                              |
| Indonesia                 | Indosiar           | dicembre 2005  | Dae Jang Geum                                                    |
| Iran                      | Channel 2          | novembre 2006  | جواهری در قصر (Il gioiello nel palazzo)                          |
| Israele                   | Viva               | ottobre 2008   | היהלום שבכתר (Il diamante nella corona)                          |
| Giappone                  | NHK                | ottobre 2005   | 宮廷女官チャングムの誓い (Il voto della dama di corte Jang-geum) |
| Giordania                 | MEM                | giugno 2006    | جوهرة القصر (Il gioiello nel palazzo)                            |
| Kenya                     | NTV                | ottobre 2009   | Jewel in the Palace                                              |
| Malaysia                  | 8TV                | dicembre 2005  | Jewel in the Palace                                              |
| Messico                   | Canal 34           | ottobre 2009   | Una Joya en el Palacio (Il gioiello nel palazzo)                 |
| Nuova Zelanda             | Triangle TV        | ottobre 2009   | The Great Jang-Geum                                              |
| Nigeria                   | AIT                | agosto 2008    | Jewel in the Palace                                              |
| Perù                      | TV Perú            | novembre 2008  | Una Joya en el Palacio (Il gioiello nel palazzo)                 |
| Filippine                 | GMA                | novembre 2005  | Jewel in the Palace                                              |
| Filippine                 | TeleAsia           | 2013           | Jewel in the Palace                                              |
| Porto Rico                | WIPR-TV            | settembre 2010 | Una Joya en el Palacio (Il gioiello nel palazzo)                 |
| Taiwan                    | GTV                | maggio 2004    | 大長今 (La grande Jang-geum)                                     |
| Romania                   | TVR1               | aprile 2009    | Giuvaierul Palatului (Il gioiello nel palazzo)                   |
| Russia                    | DTV                | marzo 2007     | Жемчужина дворца (Il gioiello nel palazzo)                       |
| Arabia Saudita            | Dubai One          | ottobre 2007   | جوهرة القصر (Il gioiello nel palazzo)                            |
| Singapore                 | VV Drama           | luglio 2005    | Jewel in the Palace                                              |
| Spagna                    | TVE                | novembre 2010  | Una Joya en el Palacio (Il gioiello nel palazzo)                 |
| Saint Lucia               | GNN                | gennaio 2012   | Jewel in the Palace                                              |
| Saint Vincent e Grenadine | GNN                | gennaio 2012   | Jewel in the Palace                                              |
| Sri Lanka                 | Rupavahini         | ottobre 2012   | සුජාත දියණී (Sujatha Diyani)                                         |
| Sri Lanka                 | Nethra TV          | agosto 2013    | சுஜாத தியனி (Sujatha Diyani)                                         |
| Tanzania                  | AIT                | agosto 2008    | Jewel in the Palace                                              |
| Thailandia                | Channel 3          | ottobre 2005   | แดจังกึม จอมนางแห่งวังหลวง (La grande Jang-geum)                     |
| Trinidad e Tobago         | CCN TV6            | luglio 2011    | Jewel in the Palace                                              |
| Turchia                   | TRT 1              | gennaio 2008   | Saraydaki Mücevher (Il gioiello nel palazzo)                     |
| Emirati Arabi Uniti       | Dubai TV           | ottobre 2007   | جوهرة القصر (Il gioiello nel palazzo)                            |
| Stati Uniti               | AZN                | giugno 2005    | The Great Jang-Geum                                              |
| Uzbekistan                | Uzbekistan channel | novembre 2005  | Saroy Javohiri (Il gioiello nel palazzo)                         |
| Vietnam                   | VTV                | settembre 2004 | Nàng Dae Jang Geum (La signorina Dae Jang Geum)                  |
| Zambia                    | AIT                | agosto 2008    | Jewel in the Palace                                              |
| Zimbabwe                  | AIT                | agosto 2008    | Jewel in the Korean Palace                                       |
| Afghanistan               | Tolo TV            | agosto 2007    | جواهر در قصر (Il gioiello nel palazzo)                           |

## Adattamenti
Una serie animata, Jang-geum-ui kkum, è stata trasmessa su MBC dal 2005 al 2006 e racconta la stessa storia, concentrandosi principalmente sugli anni della giovinezza.
Nel 2007, Dae Jang-geum è stata adattata in un musical da due ore e mezza rappresentato al Seoul Arts Center dal 26 maggio al 16 giugno, e replicato nel Sungjeon Hall del Gyeonghuigung dal 5 al 30 settembre 2008.